# 이집트 제23왕조
이집트 제23왕조는 이집트 제3중간기의 왕조로, 이집트 제22왕조와 마찬가지로 리비아 출신의 파라오들이 다스렸다.
이들은 기원전 9세기 초부터 하이집트의 22왕조로부터 사실상 독립되어, 레온토폴리스를 비롯한 나일강 하류 삼각지의 중부에서부터 테베를 비롯한 상이집트 지역을 100년가량 다스렸다.

## 역대 파라오
- 하르시에세 A
- 타켈로트 2세
- 페두바스트 1세
- 셰숑크 6세
- 오소르콘 3세
- 타켈로트 3세
- 루다멘
- 이우푸트 2세